# 中宮 (大阪市)
中宮（なかみや）は、大阪府大阪市旭区にある町名。現行行政地名は中宮一丁目から中宮五丁目。

## 地理
旭区の中央部に位置し、東に大宮、西に生江、南に高殿と接している。

### 河川
- 淀川

## 世帯数と人口
2019年（平成31年）3月31日現在の世帯数と人口は以下の通りである。
| 丁目       | 世帯数    | 人口    |
| ---------- | --------- | ------- |
| 中宮一丁目 | 678世帯   | 1,119人 |
| 中宮二丁目 | 1,192世帯 | 2,217人 |
| 中宮三丁目 | 996世帯   | 1,815人 |
| 中宮四丁目 | 971世帯   | 1,619人 |
| 中宮五丁目 | 947世帯   | 1,659人 |
| 計         | 4,784世帯 | 8,429人 |

### 人口の変遷
国勢調査による人口の推移。
| 1995年（平成7年）  | 10,625人 | [ 5 ] |  |
| 2000年（平成12年） | 9,945人  | [ 6 ] |  |
| 2005年（平成17年） | 9,495人  | [ 7 ] |  |
| 2010年（平成22年） | 9,425人  | [ 8 ] |  |
| 2015年（平成27年） | 9,783人  | [ 9 ] |  |

### 世帯数の変遷
国勢調査による世帯数の推移。
| 1995年（平成7年）  | 4,930世帯 | [ 5 ] |  |
| 2000年（平成12年） | 4,771世帯 | [ 6 ] |  |
| 2005年（平成17年） | 4,680世帯 | [ 7 ] |  |
| 2010年（平成22年） | 4,786世帯 | [ 8 ] |  |
| 2015年（平成27年） | 4,861世帯 | [ 9 ] |  |

## 学区
市立小・中学校に通う場合、学区は以下の通りとなる。なお、小学校・中学校入学時に学校選択制度を導入しており、通学区域以外に旭区の小学校・中学校から選択することも可能。
| 丁目       | 番   | 小学校               | 中学校             |
| ---------- | ---- | -------------------- | ------------------ |
| 中宮一丁目 | 全域 | 大阪市立大宮西小学校 | 大阪市立大宮中学校 |
| 中宮二丁目 | 全域 | 大阪市立大宮西小学校 | 大阪市立大宮中学校 |
| 中宮三丁目 | 全域 | 大阪市立大宮西小学校 | 大阪市立大宮中学校 |
| 中宮四丁目 | 全域 | 大阪市立大宮西小学校 | 大阪市立大宮中学校 |
| 中宮五丁目 | 全域 | 大阪市立大宮西小学校 | 大阪市立大宮中学校 |

## 事業所
2016年（平成28年）現在の経済センサス調査による事業所数と従業員数は以下の通りである。
| 丁目       | 事業所数  | 従業員数 |
| ---------- | --------- | -------- |
| 中宮一丁目 | 67事業所  | 530人    |
| 中宮二丁目 | 77事業所  | 338人    |
| 中宮三丁目 | 70事業所  | 348人    |
| 中宮四丁目 | 68事業所  | 425人    |
| 中宮五丁目 | 42事業所  | 218人    |
| 計         | 324事業所 | 1,859人  |

## 交通
- 城北公園通

## 施設
- 旭警察署
- 大阪市立芸術創造館
- 大阪市立大宮中学校
- 大阪市立大宮西小学校
- 旭中宮郵便局
- AMK中宮モール
- 大阪工業大学（所在地は大宮であるが、校舎の一部は中宮にある。）
- 食品館アプロ 中宮店
- 妙見閣寺

## その他

### 日本郵便
- 〒535-0003[3]（集配局：大阪旭郵便局[13]）